# Rhinoppia samaina
Rhinoppia samaina är en kvalsterart som först beskrevs av Sandór Mahunka 200.  Rhinoppia samaina ingår i släktet Rhinoppia och familjen Oppiidae. Inga underarter finns listade i Catalogue of Life.